# Вострелов, Юрий Алексеевич
Юрий Алексеевич Вострелов (11 июня 1947, Омск, РСФСР — 10 марта 2015, Москва, Российская Федерация) — советский и российский музыкант-баянист, первый советский обладатель Кубка мира среди аккордеонистов и баянистов, профессор РАМ им. Гнесиных, заслуженный артист РСФСР (1984).

## Биография
Родился в Омске в семье музыканта. Учился в Омском музыкальном училище им. В. Я. Шебалина у Ю. А. Шахматова (окончил в 1965 году) и Государственный музыкально-педагогический институт им. Гнесиных у С. М. Колобкова. В 1970 году окончил институт, после чего продолжил обучение в форме ассистентуры-стажировки под руководством того же С. М. Колобкова и одновременно стал педагогом по классу баяна. В 1987 году стал доцентом, а с 1996 года исполнял обязанности профессора РАМ им. Гнесиных и МГИМ им. Шнитке.
В 1968 году успешно выступил на Кубке мира среди аккордеонистов и баянистов, получив золотую медаль, диплом лауреата и специальный кубок за лучшее исполнение обязательного произведения, вручаемый Польской ассоциацией аккордеонистов. Вострелов исполнил Концертную сюиту Н. Чайкина (без фуги, обязательное произведение) и Органную прелюдию и фугу ля минор И. С. Баха.
С 1970 года выступал как солист Московской областной филармонии. Активно гастролировал в СССР и за рубежом (в частности, в 1969 году в Великобритании дал серию сольных концертов).
«Мир романтических образов, на наш взгляд, близок дарованию Ю. Вострелова. Среди его артистических удач хочется отметить „Забытый вальс“ Ф. Листа, впервые исполненный в баянной транскрипции. Трепетность и чистота этой миниатюры переданы в мягком, приглушенном звучании инструмента» (В. Родин)
Умер в 2015 году. Похоронен на Троекуровском кладбище в Москве.

## Награды
- 1965 — лауреат конкурса баянистов Урала, Сибири и Дальнего Востока (Новосибирск)
- 1966 — третья премия международного конкурса «Дни гармонии» (ГДР, Клингенталь)[1]
- 1967 — лауреат фестиваля муз. вузов СССР (Ленинград)
- 1968 — первая премия и золотая медаль международного конкурса «Кубок мира» (Англия, Лестер)[1]

## Память
В 2016 году имя Вострелова было присвоено омской Детской школе искусств № 4, учеником которой он был.